# چائیر
چائیر یا قیاق (نام علمی: Sorghum halepense) نام یک گونه از سرده سورگوم است.